# Robert Jay Lifton
Robert Jay Lifton, ameriški psihiater, * 26. maj 1926, Brooklyn, New York, ZDA.
Bil je zgodnji predstavnik psihozgodovine.